# Jesús Hernández (violist)
Jesús Hernández (Maracay, Aragua, 4 januari 1961) is een Venezolaans violist.

## Levensloop
Hernández speelde toen hij acht was al viool. In 1975 trad hij toe tot de Sinfónica de la Juventud Venezolana Simón Bolívar, die de talentvolle jonge musici uit Venezuela groepeerde.
Eenmaal volwassen begon hij aan een internationale carrière. Gedurende meer dan dertig jaar, tot in 2004,  was hij concertmeester van het Symfonisch orkest Simón Bolívar. Daarna gaf hij er de voorkeur aan zich te concentreren op het lesgeven. 
Hernandez heeft ook diverse platenopnamen gerealiseerd.